# Procidis
Procidis est un studio d'animation français fondé par Albert Barillé en 1978 et qui a entre autres réalisé les séries des Il était une fois...

## Séries
- 1970 : Les Aventures de Colargol
- 1978 : Il était une fois... l'Homme
- 1982 : Il était une fois... l'Espace
- 1987 : Il était une fois... la Vie
- 1992 : Il était une fois... les Amériques
- 1994 : Il était une fois... les Découvreurs
- 1997 : Il était une fois... les Explorateurs
- 2001 : Les Zooriginaux
- 2008 : Il était une fois... notre Terre
- 2016 : Il était une fois... Solar Impulse, réalisé par Hélène Barillé
- 2024 : Il était une fois... ces Drôles d'objets